# Team Europcar/Saison 2012
Dieser Artikel listet Erfolge und Fahrer des Radsportteams Team Europcar in der Saison 2012 auf.

## Erfolge in der UCI World Tour
| Datum    | Rennen                    | Sieger          |
| -------- | ------------------------- | --------------- |
| 11. Juli | 10. Etappe Tour de France | Thomas Voeckler |
| 12. Juli | 11. Etappe Tour de France | Pierre Rolland  |
| 18. Juli | 16. Etappe Tour de France | Thomas Voeckler |

## Erfolge in der UCI Africa Tour
| Datum         | Rennen                                  | Kat. | Sieger           |
| ------------- | --------------------------------------- | ---- | ---------------- |
| 24. April     | 1. Etappe La Tropicale Amissa Bongo     | 2.1  | Yohann Gène      |
| 26. April     | 3. Etappe La Tropicale Amissa Bongo     | 2.1  | Thomas Voeckler  |
| 28. April     | 5. Etappe La Tropicale Amissa Bongo     | 2.1  | Yohann Gène      |
| 24.–29. April | Gesamtwertung La Tropicale Amissa Bongo | 2.1  | Anthony Charteau |

## Erfolge in der UCI Europe Tour
| Datum          | Rennen                               | Kat. | Sieger          |
| -------------- | ------------------------------------ | ---- | --------------- |
| 3. Februar     | 3. Etappe Étoile de Bessèges         | 2.1  | Pierre Rolland  |
| 20. März       | 2. Etappe Tour de Normandie          | 2.2  | Jérôme Cousin   |
| 19.–25. März   | Gesamtwertung Tour de Normandie      | 2.2  | Jérôme Cousin   |
| 11. April      | Brabantse Pijl                       | 1.HC | Thomas Voeckler |
| 8. Mai         | 5. Etappe Quatre Jours de Dunkerque  | 2.HC | Matteo Pelucchi |
| 12. Mai        | 3. Etappe Rhône-Alpes Isère Tour     | 2.2  | Jérôme Cousin   |
| 13. Mai        | 4. Etappe Rhône-Alpes Isère Tour     | 2.2  | Angélo Tulik    |
| 25. Mai        | Tallinn-Tartu Grand Prix             | 1.1  | Saïd Haddou     |
| 9. Juni        | 3. Etappe Ronde de l’Oise            | 2.2  | Matteo Pelucchi |
| 29. Juli       | La Poly Normande                     | 1.1  | Tony Hurel      |
| 9. August      | 1. Etappe La Mi-Août en Bretagne     | 2.2  | David Veilleux  |
| 9.–12. August  | Gesamtwertung La Mi-Août en Bretagne | 2.2  | David Veilleux  |
| 14.–17. August | Gesamtwertung Tour du Limousin       | 2.HC | Yukiya Arashiro |
| 18. August     | Tre Valli Varesine                   | 1.HC | David Veilleux  |

## Zugänge – Abgänge
| Zugänge          | Team 2011      | Abgänge            | Team 2012              |
| ---------------- | -------------- | ------------------ | ---------------------- |
| Davide Malacarne | Quick Step     | Guillaume Le Floch | Côtes d’Armor Cyclisme |
| Rafaâ Chtioui    | Acqua & Sapone |                    |                        |
| Matteo Pelucchi  | Geox-TMC       |                    |                        |
| Björn Thurau     | Team NSP       |                    |                        |
| Angélo Tulik     | Neoprofi       |                    |                        |

## Mannschaft
| Name                     | Geburtstag               | Nationalität |              |
| ------------------------ | ------------------------ | ------------ | ------------ |
| Yukiya Arashiro          | 22. September 1984       | Japan        |              |
| Giovanni Bernaudeau      | 25. August 1983          | Frankreich   |              |
| Franck Bouyer            | 17. März 1974            | Frankreich   |              |
| Anthony Charteau         | 4. Juni 1979             | Frankreich   |              |
| Sébastien Chavanel       | 21. März 1981            | Frankreich   |              |
| Rafaâ Chtioui            | 26. Januar 1986          | Tunesien     |              |
| Mathieu Claude           | 17. März 1983            | Frankreich   |              |
| Jérôme Cousin            | 5. Juni 1989             | Frankreich   |              |
| Damien Gaudin            | 20. August 1986          | Frankreich   |              |
| Cyril Gautier            | 26. September 1987       | Frankreich   |              |
| Yohann Gène              | 25. Juni 1981            | Frankreich   |              |
| Saïd Haddou              | 23. November 1982        | Frankreich   |              |
| Tony Hurel               | 1. November 1987         | Frankreich   |              |
| Vincent Jérôme           | 26. November 1984        | Frankreich   |              |
| Christophe Kern          | 18. Januar 1981          | Frankreich   |              |
| Davide Malacarne         | 11. Juli 1987            | Italien      |              |
| Matteo Pelucchi          | 21. Januar 1989          | Italien      |              |
| Alexandre Pichot         | 6. Januar 1983           | Frankreich   |              |
| Perrig Quemeneur         | 26. April 1984           | Frankreich   |              |
| Kévin Réza               | 18. Mai 1988             | Frankreich   |              |
| Pierre Rolland           | 10. Oktober 1986         | Frankreich   |              |
| Björn Thurau             | 23. Juli 1988            | Deutschland  |              |
| Angélo Tulik             | 2. Dezember 1990         | Frankreich   |              |
| Sébastien Turgot         | 11. April 1984           | Frankreich   |              |
| David Veilleux           | 26. November 1987        | Kanada       |              |
| Thomas Voeckler          | 22. Juni 1979            | Frankreich   |              |
| Stagiaires               | Stagiaires               | Nationalität | Nationalität |
| Romain Guillemois        | Romain Guillemois        | Frankreich   |              |
| Pierre-Henri Lecuisinier | Pierre-Henri Lecuisinier | Frankreich   |              |
| Bryan Nauleau            | Bryan Nauleau            | Frankreich   |              |